# Campeonato Europeu de Atletismo em Pista Coberta de 2015 - 60 m com barreiras feminino
A prova dos 60 metros com barreiras feminino do Campeonato Europeu de Atletismo em Pista Coberta de 2015 foi disputada no dia 6 de março de 2015 no O2 Arena em Praga, República Checa. 

## Recordes
Antes desta competição, os recordes mundiais e do campeonato nesta prova eram os seguintes:
|                       | Nome                  | Nacionalidade   | Tempo | Local     | Data                    |
| --------------------- | --------------------- | --------------- | ----- | --------- | ----------------------- |
| Recorde mundial       | Susanna Kallur        | Suécia          | 7s 68 | Karlsruhe | 10 de fevereiro de 2008 |
| Recorde do campeonato | Lyudmila Narozhilenko | União Soviética | 7s 74 | Glasgow   | 4 de março de 1990      |
| Recorde europeu       | Susanna Kallur        | Suécia          | 7s 68 | Karlsruhe | 10 de fevereiro de 2008 |

## Medalhistas
| Ouro              | Prata             | Bronze               |
| Alina Talay (BLR) | Lucy Hatton (GBR) | Serita Solomon (GBR) |

## Cronograma
Todos os horários são locais (UTC+2).
| Data       | Hora   | Evento    |
| ---------- | ------ | --------- |
| 6 de março | 10:05  | Bateria   |
| 6 de março | '16:00 | Semifinal |
| 6 de março | 18:35  | Final     |

## Resultados

### Bateria
Qualificação: 3 atletas de cada bateria  (Q) mais os  4 melhores qualificados (q). 
| Posição | Bateria | Atleta             | Nacionalidade | Tempo | Notas                |
| ------- | ------- | ------------------ | ------------- | ----- | -------------------- |
| 1       | 3       | Lucy Hatton        | Reino Unido   | 7.96  | Q,                   |
| 2       | 3       | Eline Berings      | Bélgica       | 8.01  | Q                    |
| 3       | 3       | Andrea Ivančević   | Croácia       | 8.02  | Q,                   |
| 4       | 4       | Serita Solomon     | Reino Unido   | 8.03  | Q,                   |
| 5       | 1       | Hanna Plotitsyna   | Ucrânia       | 8.04  | Q                    |
| 5       | 2       | Alina Talay        | Bielorrússia  | 8.04  | Q                    |
| 5       | 4       | Josephine Onyia    | Espanha       | 8.04  | Q                    |
| 8       | 4       | Nooralotta Neziri  | Finlândia     | 8.05  | Q                    |
| 9       | 1       | Cindy Roleder      | Alemanha      | 8.07  | Q                    |
| 9       | 2       | Isabelle Pedersen  | Noruega       | 8.07  | Q                    |
| 11      | 3       | Marina Tomić       | Eslovênia     | 8.09  | q,                   |
| 11      | 4       | Giulia Pennella    | Itália        | 8.09  | q                    |
| 13      | 2       | Noemi Zbären       | Suíça         | 8.11  | Q,                   |
| 14      | 1       | Nina Morozova      | Rússia        | 8.12  | Q                    |
| 14      | 3       | Nadine Visser      | Países Baixos | 8.12  | q                    |
| 16      | 1       | Karolina Kołeczek  | Polónia       | 8.13  | q                    |
| 17      | 2       | Anne Zagré         | Bélgica       | 8.15  |                      |
| 18      | 4       | Lucie Škrobáková   | Chéquia       | 8.17  | Recorde da temporada |
| 19      | 2       | Kateřina Cachová   | Chéquia       | 8.18  |                      |
| 20      | 1       | Sonata Tamošaitytė | Lituânia      | 8.19  |                      |
| 21      | 1       | Caridad Jerez      | Espanha       | 8.20  |                      |
| 22      | 3       | Lucie Koudelová    | Chéquia       | 8.22  |                      |
| 23      | 4       | Olena Yanovska     | Ucrânia       | 8.27  |                      |
| 24      | 2       | Elisavet Pesiridou | Grécia        | 8.36  |                      |
| 25      | 3       | Lucia Mokrášová    | Eslováquia    | 8.48  | Recorde pessoal      |
| 26      | 2       | Marzia Caravelli   | Itália        | DNS   |                      |

### Semifinal
Qualificação: 4 atletas de cada bateria  (Q). 
| Posição | Bateria | Atleta            | Nacionalidade | Tempo | Notas                |
| ------- | ------- | ----------------- | ------------- | ----- | -------------------- |
| 1       | 1       | Alina Talay       | Bielorrússia  | 7.89  | Q                    |
| 2       | 1       | Lucy Hatton       | Reino Unido   | 7.93  | Q,                   |
| 3       | 1       | Isabelle Pedersen | Noruega       | 7.95  | Q,                   |
| 3       | 2       | Serita Solomon    | Reino Unido   | 7.95  | Q,                   |
| 5       | 1       | Andrea Ivančević  | Croácia       | 7.97  | Q,                   |
| 6       | 2       | Nooralotta Neziri | Finlândia     | 7.98  | Q,                   |
| 7       | 2       | Cindy Roleder     | Alemanha      | 7.98  | Q,                   |
| 8       | 1       | Eline Berings     | Bélgica       | 8.02  |                      |
| 8       | 2       | Hanna Plotitsyna  | Ucrânia       | 8.02  | Q                    |
| 10      | 2       | Josephine Onyia   | Espanha       | 8.04  |                      |
| 11      | 1       | Nina Morozova     | Rússia        | 8.05  | Recorde pessoal      |
| 12      | 1       | Karolina Kołeczek | Polónia       | 8.05  | Recorde pessoal      |
| 13      | 1       | Marina Tomić      | Eslovênia     | 8.08  | Recorde da temporada |
| 14      | 2       | Giulia Pennella   | Itália        | 8.08  | =                    |
| 15      | 2       | Noemi Zbären      | Suíça         | 8.19  |                      |
| 16      | 2       | Nadine Visser     | Países Baixos | DNF   |                      |

### Final
A final foi realizada às 18:35 no dia 6 de março de 2015.  
| Posição           | Raia | Atleta            | Nacionalidade | Temo | Notas            |
| ----------------- | ---- | ----------------- | ------------- | ---- | ---------------- |
| Medalha de ouro   | 6    | Alina Talay       | Bielorrússia  | 7.85 | Recorde nacional |
| Medalha de prata  | 3    | Lucy Hatton       | Reino Unido   | 7.90 | Recorde pessoal  |
| Medalha de bronze | 5    | Serita Solomon    | Reino Unido   | 7.93 | Recorde pessoal  |
| 4                 | 8    | Cindy Roleder     | Alemanha      | 7.93 | Recorde pessoal  |
| 5                 | 7    | Isabelle Pedersen | Noruega       | 7.96 |                  |
| 6                 | 4    | Nooralotta Neziri | Finlândia     | 7.97 | Recorde nacional |
| 7                 | 1    | Andrea Ivančević  | Croácia       | 8.02 |                  |
| 8                 | 2    | Hanna Plotitsyna  | Ucrânia       | 8.10 |                  |

Legenda
| Recorde mundial       | Recorde mundial (World record)               |                       | Recorde africano                      | Recorde africano (African) |                                           | Q | Classificado por posição (Qualified) |
| Recorde do campeonato | Recorde do campeonato (Championship record)  | Recorde da América    | Recorde da América (Americas)         | q                          | Classificado por melhor tempo (Qualified) |   |                                      |
| Melhor marca do ano   | Melhor marca do ano (World leading)          | Recorde asiático      | Recorde asiático (Asian)              | DNS                        | Não largou (Did not start)                |   |                                      |
| Recorde nacional      | Recorde nacional (National record)           | Recorde europeu       | Recorde europeu (European)            | DNF                        | Não terminou (Did not finish)             |   |                                      |
| Recorde pessoal       | Recorde pessoal do atleta (Personal best)    | Recorde da Oceania    | Recorde da Oceania (Oceania)          | DSQ / DQ                   | Desclassificado (Disqualified)            |   |                                      |
| Recorde da temporada  | Recorde da temporada do atleta (Season best) | Recorde sul-americano | Recorde sul-americano (South America) | NM                         | Sem marca (No mark)                       |   |                                      |